# Río Potro
Der Río Potro ist ein 222 km langer rechter Nebenfluss des Río Marañón in der Provinz Datem del Marañón in der Region Loreto im zentralen Norden Perus.

## Flusslauf
Der Río Potro entspringt in der Cordillera Manseriche-Cahuapanas. Das Quellgebiet befindet sich im äußersten Süden des Distrikts Barranca auf einer Höhe von etwa 1700 m. Der Río Potro fließt anfangs 70 km in überwiegend nordwestlicher Richtung durch das Gebirge. Anschließend wendet er sich nach Nordosten und erreicht bei Flusskilometer 115 das nördlich des Gebirges gelegene Amazonastiefland. Dieses durchquert er in überwiegend nordöstlicher Richtung. Der Río Potro weist im Tiefland ein stark mäandrierendes Verhalten mit zahlreichen engen Flussschlingen und Altarmen auf. Bei Flusskilometer 90 und 80 liegen die Siedlungen Porvenir und Nueva Esperanza am linken Flussufer. Bei Flusskilometer 66 trifft der Río Aichiyacu, der bedeutendste Nebenfluss, von links auf den Río Potro. Dieser mündet schließlich knapp 40 km westlich der Provinzhauptstadt San Lorenzo auf einer Höhe von ungefähr 127 m in den nach Osten strömenden Río Marañón.

## Einzugsgebiet
Der Río Potro entwässert ein Areal von ungefähr 4160 km². Dieses umfasst den Südwesten des Distrikts Barranca. Das Einzugsgebiet des Río Potro grenzt im Nordwesten an das des Río Yanapaga, im Westen an das des Río Nieva, im Süden an das des Río Mayo sowie im Osten an das des Río Cahuapanas. Es besteht hauptsächlich aus tropischem Regenwald und aus Sumpfgebieten.